# Densberg

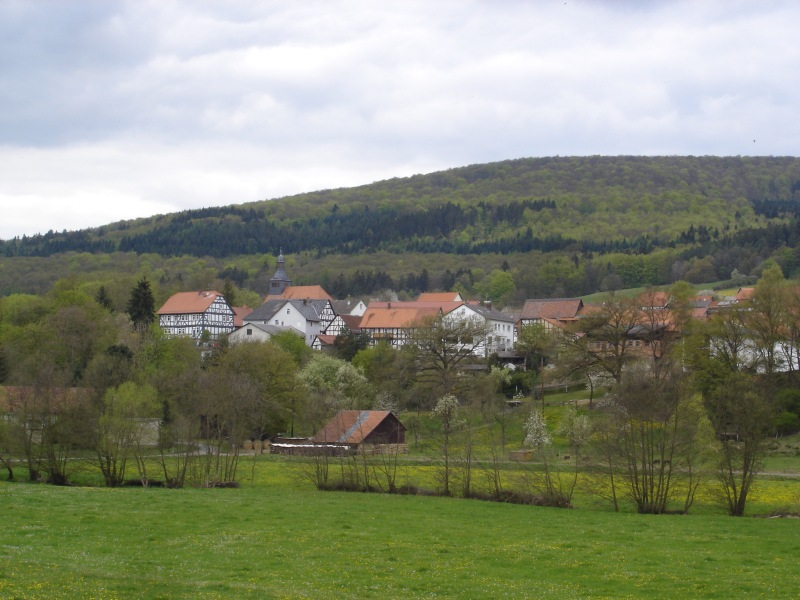
point de vue sur Densberg.

Densberg est un petit village de 500 habitants environ, situé au centre de l’Allemagne (dans le Land de Hesse) dépendant de la commune de Jesberg.

## Histoire
Cette petite localité n’est pas mentionnée systématiquement dans l‘histoire médiévale mais apparaît subitement dans un acte seigneurial de l'archevêque de Mayence Vécilon datant de 1085. La localité est alors dénommée « Denisburc ».